# Callimerismus fronto
Callimerismus fronto är en stekelart som först beskrevs av Walker 1833.  Callimerismus fronto ingår i släktet Callimerismus och familjen puppglanssteklar. Arten är reproducerande i Sverige. Inga underarter finns listade.